# Sinfonia n. 1 (Čajkovskij)
La Sinfonia n. 1 in sol minore, op. 13, Sogni d'inverno (in russo Зимние грёзы) fu composta da Pëtr Il'ič Čajkovskij tra il 1866 e il 1868, e fu revisionata nel 1874. Lo stesso Čajkovskij ebbe a dire che la sua prima sinfonia era opera immatura ma che, in effetti, era migliore di tante altre successive sotto l'aspetto concettuale.

## Storia della composizione
Čajkovskij, diplomatosi al Conservatorio di San Pietroburgo a 25 anni, si era trasferito nel 1866, su raccomandazione del suo maestro Anton Rubinštejn, presso il nuovo Conservatorio di Mosca, dove aveva ottenuto la cattedra di armonia ed allo stesso tempo era diventato allievo del direttore del conservatorio, Nikolaj Rubinštejn, fratello di Anton. La sinfonia n. 1, che il compositore volle intitolare Sogni d'inverno, fu la prima composizione a cui Čajkovskij si dedicò dopo il trasferimento a Mosca: essa ebbe una genesi estremamente faticosa e sofferta. Il 15 febbraio del 1868 ebbe luogo nella Società musicale russa di Mosca la prima esecuzione pubblica dell'opera. 
L'esecuzione, diretta da Nikolaj Rubinštejn, al quale l'opera era stata dedicata, ottenne un buon successo. Čajkovskij, molto esigente e critico nei confronti dei suoi lavori, volle rivedere la partitura, modificandola fino ad arrivare nel 1874 a una revisione, che divenne la versione definitiva. Essa fu eseguita per la prima volta solo il 19 novembre (1 dicembre) 1883 a Mosca, sotto la direzione di Max Erdmannsdörfer.

## Struttura della composizione
La sinfonia è composta da quattro movimenti.

### Sogni di un viaggio d'inverno. Allegro tranquillo
Il primo movimento, intitolato Sogni di un viaggio d'inverno (in russo Грезы зимнею дорогой) descrive un viaggio effettuato tra le distese nevose russe, dove nelle notti calme si riflette la luce delle stelle. Il tema musicale è pieno di mistero e di esaltazione. Son ben predisposte le parti del flauto e del fagotto, in tutt'uno con gli archi che vi si contrappongono in uno splendido tremolio.

### Terra desolata, terra nebbiosa. Adagio cantabile, ma non tanto
Il secondo movimento, intitolato Terra desolata, terra nebbiosa (in russo Угрюмый край, туманный край) lascia intravedere il lato lugubre del paesaggio; il suo tema musicale corrisponde quasi ad un notturno sotto forma di una canzone in cui la viola, i violini e l'oboe (alla fine del climax musicale, invece, tutti e quattro i corni insieme ai clarinetti),  proseguono in un lamento che ci trasporta in un mondo di fiabe, come quello descritto successivamente nei balletti.

### Scherzo. Allegro scherzando giocoso
Il terzo movimento, privo di titolo, ricorda uno dei primi valzer del maestro; si immaginano dei pattinatori che si destreggiano sul ghiaccio. Questo pezzo fu tratto da un suo lavoro precedente, la Sonata per pianoforte in do diesis minore che, pubblicata in data successiva, diverrà l'op. 80.

### Finale. Andante lugubre – Allegro moderato – Allegro maestoso
Nel movimento conclusivo della sinfonia sono presenti alcuni motivi tratti da canzoni popolari russe.